# Air Force Installation and Mission Support Center
L'Air Force Installation & Mission Support Center è un centro di supporto alle installazioni militari dell'Air Force Materiel Command. Il suo quartier generale è situato presso la Joint Base San Antonio-Lackland, in Texas.

## Missione
Il centro fornisce supporto a 77 installazioni dell'aeronautica americana, 9 Major Command e 2 Direct Reporting Unit, attraverso un budget annuale di 10 miliardi di dollari. Il reparto provvede globalmente al supporto operativo per i militari e le loro famiglie, le comunicazioni, il cappellano, l'ingegneria civile, l'amministrazione, la prontezza logistica, gli affari pubblici, le forze di sicurezza e i programmi di gestione finanziaria

## Organizzazione
Attualmente, al maggio 2017, il Centro controlla:
- Quartier Generale
  - Expeditionary Support Directorate
  - Installation Support Directorate
  - Resources Directorate
- Distaccamenti:
  - Air Force Space Command, Peterson Air Force Base, Colorado
  - Pacific Air Forces, Joint Base Pearl Harbor-Hickam, Hawaii
  - Air Force Special Operations Command, Hurlburt Field, Florida
  - United States Air Forces in Europe, Ramstein Air Base, Germania
  - Air Force District of Washington, Joint Base Andrews, Maryland
  - Air Force Materiel Command, Wright-Patterson Air Force Base, Ohio
  - Air Education and Training Command, Joint Base San Antonio-Randolph, Texas
  - Air Combat Command, Joint Base Langley-Eustis, Virginia
  - Air Mobility Command, Scott Air Force Base, Illinois
  - Air Force Global Strike Command, Barksdale Air Force Base, Louisiana
- Air Force Civil Engineer Center
- Air Force Financial Management Center of Expertise, Buckley Air Force Base, Colorado
- Air Force Financial Services Center, Ellsworth Air Force Base, Dakota del Sud
- Air Force Installation Contracting Center[2]
  - 771st Enterprise Sourcing Squadron, Wright-Patterson Air Force Base, Ohio
  - 772nd Enterprise Sourcing Squadron, Tyndall Air Force Base, Florida
  - 773rd Enterprise Sourcing Squadron, Wright-Patterson Air Force Base, Ohio
  - 338th Specialized Contracting Squadron, Joint Base San Antonio-Randolph, Texas
  - 763rd Specialized Contracting Squadron, Scott Air Force Base, Illinois
  - 764th Specialized Contracting Squadron, Ramstein Air Base, Germania
  - 765th Specialized Contracting Squadron, Hurlburt Field, Florida
  - 766th Specialized Contracting Squadron, Joint Base Pearl Harbor-Hickam, Hawaii
  - Defense Technical Information Center, Offutt Air Force Base, Nebraska
- Air Force Security Forces Center
- Air Force Services Center